# Фаррухан Шахрвараз

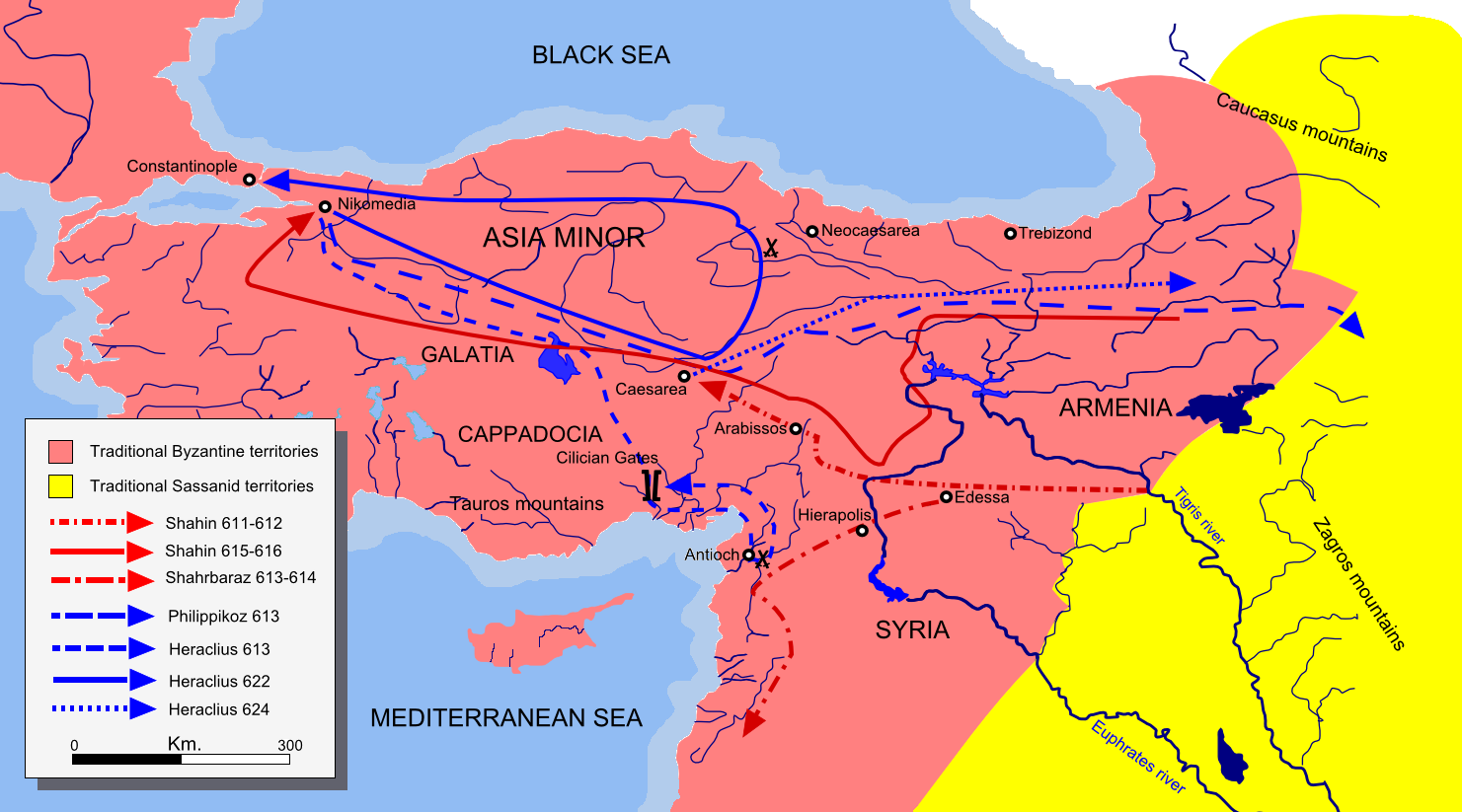
Карта кампании от 611 до 624 через Сирию, Анатолию, Единая Армения и Месопотамию.

Фаррухан Шахрвараз (пехл. 𐭧𐭱𐭨𐭥𐭥𐭥𐭰 Šahrwarāz; перс. شهربراز‎, Šahrbarāz) — сасанидский военачальник, узурпатор, царь царей (шахиншах) Ирана, правил в апреле — июне 630 года. Сыграл заметную роль в Персидско-византийской войне 602—628 и Сасанидской гражданской войне 628—632 годов.

## Военачальник Хосрова II Парвиза
Шахрвараз принадлежал к воинскому сословию. Он был полководцем шаханшаха Хосрова II Парвиза и участвовал в войне с Византией. Армянские историки сохранили его первое имя — Хорем. За доблесть и полководческие способности Хорема прозвали Разм-озан («устроитель» или «искатель» битв). Табари рассказывает, что Хосров II перед походом на ромеев в 603 году спросил на совете военачальников, кто из них хочет выполнить волю царя и отомстить за Маврикия. «Я готов выполнить твою волю», — ответил Хорем-Размозан, — «и нападу на ромеев, и не буду иметь сожаления ни к старым, ни к малым». Тогда-то и царь царей и дал ему новое имя «Шахрвараз» — «Государев вепрь».
Шахрвараз стал самым удачливым полководцем Хосрова Парвиза, который поручал ему основные удары по Византии с самого начала компании. Именно войска Шахрвараза штурмовали Дамаск в 613 году, весной 614 года взяли Иерусалим, угрожали Константинополю и преследовали императора Ираклия в Закавказье. После штурма Иерусалима была захвачена христианская святыня — Истинный крест, которую Шахрвараз отослал Хосрову; до конца войны крест хранился в царской сокровищнице.
В 616—619 годах Шахрвараз занял Египет — персы, как и тысячу лет назад, овладели Дельтой Нила. Огромные богатства, которые византийцы пытались эвакуировать из Александрии морем, достались захватчикам из-за сильного шторма, прибившего флот к побережью. Во время осады Константинополя 626 года Шахрбараз возглавлял одну из персидских армий, осаждавшую Халкидон.

## Мятежи Шахрвараза
В 626 году, во время осады персами Халкидона, недоброжелатели Шахрвараза в столице обвинили его в непочтении к царю (не исключено, что полководец действительно критиковал государя). Хосров якобы поверил и отправил письмо одному из командующих, чтобы тот арестовал Шахрвараза и отрубил ему голову. Ромеи перехватили гонца, прочитали приказ и передали вместе с посланцем Шахрваразу. Тот приписал к своему имени несколько сотен командиров своего войска и предал письмо гласности. Результатом стало возмущение, Шахрвараз прекратил осаду Халкидона и вступил в переговоры с младшим императором Константином III (Ираклий воевал в пределах Ирана).

В 627 году Хосров отправил Шахрваразу письмо, в котором говорилось, что он должен отправить свою армию в Ктесифон. Шахрбараз, однако, ослушался и двинулся в Асористан, где разбил лагерь в Ардашир-Хурре. Хосров послал на переговоры с ним Фаррухзада, но тот составил тайный заговор против шаханшаха и присоединился к Шахрваразу. В итоге в 628 году им и другим представителям вляительных феодальных семей Сасанидской империи удалось сместить Хосрова и привести к власти Кавада II. После смерти последнего Ираклий отправил Шахрваразу письмо, в котором говорилось:
Теперь, когда иранский царь умер, трон и царство перешли к тебе. Я дарую их тебе и твоему потомству после тебя. Если понадобится армия, я пошлю тебе на помощь столько [войск], сколько тебе понадобится. 
Когда в Ктесифоне воцарился Арташир III, Шахрвараз поднял новый бунт под предлогом того, что при выборе нового шахиншаха не посоветовались с ним. Весной 630 года армия Шахрвараза в 6000 человек подошла к столице и осадила её 27 апреля 630 года. Ктесифон был хорошо укреплён, и мятежникам не удалось взять его штурмом, даже применив осадные машины. Город пал вследствие предательства начальника охраны царя и сына одного из военачальников: они открыли перед Шахрваразом ворота.

## Захват престола и кратковременное правление
Расправившись с Арташиром III и его придворными, Шахрвараз не стал подыскивать новую кандидатуру, а решил по примеру Бахрама Чубина, венчаться на царство самому. Рассказывали, что во время коронации Шахрваразу было недоброе предзнаменование — его прошиб понос, и новоиспечённому шаху пришлось облегчиться в принесённый таз прямо в тронном зале.
Император Ираклий признал наследником иранского престола сына Шахрвараза Никетаса, отправленного к константинопольскому двору, чтобы скрепить соглашение, по которому в 628 году Шахрвараз отказался от завоеваний в Леванте и Египте в обмен на византийскую поддержку, и обращённого в христианство. Персидский христианин как наследник Сасанидской империи открывал шансы для христианизации Ирана, но вызывал недовольство знати. Вскоре Шахрвараз приказал распять в церкви в Марге некогда оскорбившего его Шамту, сына бывшего министра финансов Яздина.

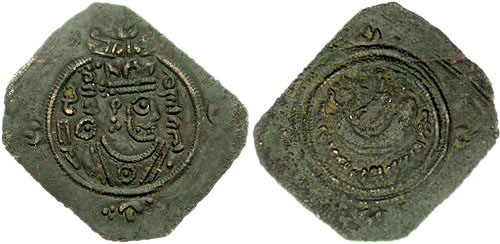
Монета Шахрвараза

Фирдоуси пишет, что Шахрвараз начал спешно раздавать казённые богатства воинам:
Ариза в диване царёвом сажал,
Всех ратных вождей ко двору призывал,
Динары давал тёмной ночью и днём,
Не раз одарял недостойных при том.
К концу двух недель всё царёво добро
Одной для стрелы б не купило перо.
Наверное, Шахрвараз, чувствуя непрочность своих позиций, действительно был вынужден много тратить, покупая преданность армии и двора. Что же касается внешнеполитических обстоятельств, то о бедственном положении Ираншахра свидетельствовало его униженное послание императору Ираклию: «Насчёт границ, назначь их сам — до каких мест желаешь, только утверди всё письмом, печатью и солью». 

## Убийство Шахрвараза
Процарствовав сорок или пятьдесят дней, Шахрвараз был убит 9 июня 630 года одним из бывших придворных Хосрова II в результате заговора, организованного дочерью Хосрова II Буран (Борандохт). Фирдоуси пишет, что шаха застрелили на ночной охоте. По другой версии, он был убит во время церемонии копьём, брошенным Фаррухом Ормиздом
Буран пришла к власти, но была свергнута сыном Шахрвараза Шапур-и-Шахрваразом. Однако правление того длилось совсем недолго, и вскоре он был свергнут сасанидской знатью. Другой сын Шахрвараза Никетас после гибели отца бежал к ромеям, поступил к ним на службу и на их стороне принимал участие в битве при Ярмуке летом 636 года. После поражения византийцев он предложил халифу Умару завоевать Иран и потребовал себе войско и командование. Халиф погнушался его услугами и приказал распять.
В одном из источников («Фарс-наме») упоминалось, что якобы Шахрвараз успел жениться на Буран.
|                             |                                                                 |                     |
| Предшественник: Арташир III | шахиншах Ирана и не-Ирана апрель — июнь 630 (правил 40/50 дней) | Преемник: Борандохт |